# Fast Lane (sang)
Fast Lane er første single fra EP'en Hell: The Sequel af duoen Bad Meets Evil, bestående af Royce da 5'9" og Eminem. Det er deres første single som en gruppe siden Nuttin' to Do fra 1999. Sly synger sangens omkvæd.

## Hitliste
| Chart (2011)              | Peak position |
| ------------------------- | ------------- |
| Canada (Canadian Hot 100) | 50            |
| New Zealand (RIANZ)       | 35            |
| US Billboard Hot 100      | 32            |